# コナン・オブライエン
コナン・オブライアン（英: Conan O'Brien, 1963年4月18日 - ）は、アメリカ合衆国のテレビ司会者、コメディアン、脚本家、プロデューサー、ミュージシャン、声優。深夜のトーク番組の司会で知られ、最近では2010年よりケーブルテレビのTBSで放送されている『Conan 』に出演している。マサチューセッツ州ブルックラインで生まれ、アイルランド系カトリックの家庭で育った。ハーバード大学在学中、『The Harvard Lampoon 』誌の編集長を務め、『Not Necessarily the News 』のネタの脚本を書いていた。
ロサンゼルスでいくつかのコメディ番組の脚本家を務めた後、『サタデー・ナイト・ライブ』に脚本家として参加した。『ザ・シンプソンズ』で2シーズン脚本家およびプロデューサーを務め、NBCからの依頼を受け1993年より『レイト・ナイト・ウィズ・デイヴィッド・レターマン』のデイヴィッド・レターマンの後任を務めることとなった。『レイト・ナイト・ウィズ・コナン・オブライエン』の初期の頃はあまり評判が良くなく、最初の数年間は週ごとの更新であった。徐々に評判が良くなり、2009年に番組を降板する頃には高く評価されるようになっていた。その後オブライアンはニューヨークからロサンゼルスに拠点を移し、2009年6月1日より10か月間、NBCのトーク番組『ザ・トゥナイト・ショー・ウィズ・コナン・オブライエン』の司会を務めた。
自然な司会スタイルで知られ、「不恰好な自虐的ユーモア」とみなされており、オブライアンの深夜番組は「下劣で奇抜でありながら、より洗練された短編映画のような語り口」と様々な要素が含まれている。2010年より『Conan 』で司会を務める他、エミー賞授賞式や『Christmas in Washington 』などでも司会を務めている。オブライアンは2011年のドキュメンタリー映画『Conan O'Brien Can't Stop 』で取り上げられ、また32都市でライヴ・コメディ・ツアー公演を行なっている。

## 生い立ち
オブライアンはマサチューセッツ州ブルックラインで生まれた。父は医師、疫学者、ハーバード大学医学部教授のトーマス・フランシス・オブライアン。母は弁護士でRopes & Gray と提携しているルース・オブライアン(旧姓リアドン)。オブライアンは6人きょうだいの3番目である。オブライアン家はアイルランド系カトリックであり、祖先のうち何人かは南北戦争前にアメリカに移住してきた。『レイト・ナイト』のエピソードで、オブライアンは祖先の出身地であるアイルランドのケリー県を訪問したことがある。
ブルックライン高等学校に進学し、学生新聞『The Sagamore 』の編集長を務めた。卒業年次、オブライアンは自筆の短編『To Bury the Living 』でNational Council of Teachers of English を受賞した。1981年、総代として卒業し、ハーバード大学に入学した。新入生時はHolworthy Hall に、その後3年間はMather House に住んでいた。主に歴史と文学を学び、1985年、最優秀学生として卒業した。卒業論文はウィリアム・フォークナーやフラナリー・オコナーの作品の特徴的な子供達について書かれている。大学在学中、ユーモア雑誌『The Harvard Lampoon 』に執筆していた。また短期間ではあるが、The Bad Clams という名のバンドでドラムを演奏していたこともある。2年生、3年生の頃、『The Harvard Lampoon 』誌の編集長を務めた。ちなみに当時、将来オブライアンのNBCのボスとなるジェフ・ザッカーが学生新聞『The Harvard Crimson 』の編集長をしていた。

## 経歴

### 『サタデー・ナイト・ライヴ』(1987年–1991年)
ハーバード大学卒業後、ロサンゼルスに転居しHBOの『Not Necessarily the News 』の脚本家チームに参加した。また短期間しか放送されなかった『The Wilton North Report 』の脚本も執筆していた。2年ほど『Not Necessarily the News 』の脚本を執筆し、The Groundlings などと共に即興劇にも定期的に出演するようになった。1989年1月、『サタデー・ナイト・ライヴ』のエグゼクティヴ・プロデューサーのローン・マイケルズはオブライアンを脚本家として採用した。『サタデー・ナイト・ライヴ』での3年間、『Mr. Short-Term Memory 』、『The Girl Watchers 』などのネタを執筆し、後者の初回にはトム・ハンクス、ジョン・ロヴィッツが出演した。ロバート・スミゲルと共同で執筆した『Nude Beach 』では「ペニス」という言葉を少なくとも42回登場させた。1987年-1988年シーズンでの『サタデー・ナイト・ライヴ』の脚本家ストライキで、同僚のボブ・オデンカーク、スミゲルと共にシカゴで即興劇『Happy Happy Good Show 』を上演した。シカゴ在住中、短期間ではあるがジェフ・ガーリンと部屋をシェアしていた。1989年、オブライアンを含む『サタデー・ナイト・ライヴ』の脚本家達はエミー賞コメディおよびバラエティ脚本家賞を受賞した。
『サタデー・ナイト・ライヴ』の多くの脚本家同様オブライアンは時々エキストラとして出演しており、特にトム・ハンクス5回目の登場で『Five-Timers Club 』のコーナーでのドアマン役で知られる。2001年の第26シーズンでオブライアンは『サタデー・ナイト・ライヴ』に司会として再登場した。1991年、オブライアンとスミゲルはアダム・ウェスト主演のNBCの『Lookwell 』のパイロット版を執筆した。これはシリーズ化することはなかったが、カルト的ヒットとなった。これは後にUn-Cabaret による、シリーズ化されなかったパイロット版の特集『The Other Network 』で放送された。この時オブライアンのインタビューも行なわれ、2002年にTrio で再放送された。
1991年、契約不履行、『Lookwell 』未放送と立て続けに起こり燃え尽きてしまい、『サタデー・ナイト・ライヴ』を降板した。「私はローン・マイケルズに、もう業務に戻ることができない、何か他のことがしたいと語った」とオブライアンは思い返した。「私には何のプランもなかった。私はまさに人生の岐路に立っていた。そこで私はただニューヨークを歩き回っていればいつかアイデアが思い浮かぶだろうと思った」。当時『ザ・シンプソンズ』の共同ショーランナーであったマイク・ライスとアル・ジーンはオブライアンに仕事をオファーした。この番組は当時脚本家の間で大きな話題になっていた。オブライアンは「皆がこの番組に参加したかったが、番組は誰も採用しなかった」と思い返した。オブライアンは中途採用された最初の1人となった。The Groundlings の旧友リサ・クドローの援助を受け、オブライアンはビバリーヒルズにアパートを購入した。クドローはオブライアンは脚本家よりも表に出ることの方が向いているのではないかと考えた。オブライアンはこれに否定的で、オブライアンはクドローがお世辞で語っており、自分は脚本家でいることが幸せだとした。2000年、ハーバード大学の卒業祝賀会のスピーチで、オブライアンはスランプから『ザ・シンプソンズ』に救われたと語った。

### 『ザ・シンプソンズ』(1991年–1993年)
1991年から1993年、『ザ・シンプソンズ』の脚本家およびプロデューサーを務めていた。FOXで臨時にジェフ・マーティンの事務所を与えられた。オブライアンは緊張であがってしまい、錚々たる脚本家達を前にしてきまりが悪かった。オブライアンはライスに教えてもらうまで、声に動きを合わせるものだと思っていた。すぐに順応し、時々場を仕切るようになり、ジョシュ・ウエインスタインはこれを「ten-hour Conan show, nonstop 」(10時間連続コナン・ショー)と呼んだ。ジョン・オーヴドゥによると、脚本家の1人はもしオブライアンが『レイト・ナイト』のために降板しなかったら、オブライアンは確実に『ザ・シンプソンズ』のショーランナーとなっただろうと語った。
自身の作品で気に入っているのは『Marge vs. the Monorail 』と『Homer Goes to College 』である。批評家、ファン、同僚は『Marge vs. the Monorail 』の後から『ザ・シンプソンズ』の流れが変わったと認めている。『ザ・シンプソンズ』開始当初はとても現実的なファミリー・シットコムであったが、オブライアンが作品に参加し始めてから非現実的な方向に急速にシフトしていった。これらのエピソードの他に『New Kid on the Block 』、『Treehouse of Horror IV 』の脚本も執筆した。『ザ・シンプソンズ』の最初の4シーズンの脚本家の1人であったウォレス・ウォロダースキーは「コナンは臆病な脚本家と呼ばれていて、以前ダイエット・コークを開けたら自分に噴射したことがあった。以降我々の間で笑いの種になっている」と語った。時々同僚がビバリーヒルズにあるオブライアンのアパートに遊びに行くこともあった。
その頃、デイヴィッド・レターマンが『レイト・ナイト』の司会を辞めようとしており、エグゼクティヴ・プロデューサーのローン・マイケルズは後任の司会者を探していた。マイケルズはオブライアンにプロデューサー職を打診したが、当時のエージェントのゲイヴィン・ポローンはオブライアンはプロデュースよりも表舞台に立ちたいのだと圧力をかけた。彼はマイケルズと共にオブライアンを『ザ・トゥナイト・ショー』のステージでオーディションを設定した。ジェイソン・アレクサンダーとミミ・ロジャースをゲストに迎え、観客席には『ザ・シンプソンズ』の脚本家達が座った。ウォロダースキーはこの時のことを「我々の同僚であるこの男が、あの奥のカーテンから出てきて番組開始の挨拶をするなんて誰が想像できただろうか」と思い返した。この様子は衛星放送でニューヨークのローン・マイケルズとNBCの重役達が視聴した。1993年4月26日、オブライアンは『レイト・ナイト』の司会者に指名された。脚本家達が『Homer Goes to College 』の声の収録に向かう時、オブライアンはポローンからの電話で司会者に決定したことを知らされた。ポストプロダクション監督のマイケル・マンデルは「彼はこの酷いカーペットにうつぶせに倒れこんだ。ただ静かにそのカーペットの上に倒れていたのだ」「私は彼に「きみの人生は変わっていくね。本当に物凄い方向に」と言ったことを覚えている」と思い返した。
しかしながらFOXはオブライアンを手放したくなかった。最終的にNBCとオブライアンがFOXへの解約金を折半することとなった。オブライアンの離脱後、『ザ・シンプソンズ』の脚本家達は『レイト・ナイト』を録画し、翌日の昼食時に視聴し感想を言い合うようになった。『ザ・シンプソンズ』に関わっていた頃、同時にスミゲルと共に『サタデー・ナイト・ライヴ』の『Hans and Franz 』のネタを基にしたミュージカル映画の脚本にも取り掛かっていたが、この映画が製作されることはなかった。

### 『レイト・ナイト』(1993年–2009年)
1993年9月13日、ニューヨークのロックフェラー・センターにあるGEビルディングのスタジオ6Aから『レイト・ナイト・ウィズ・コナン・オブライアン』の放送が始まったが、批評家からはあまり良い評判ではなかった。これは特に驚くべきことではなく、オブライアン自身が『ニューヨーク・タイムズ』紙に『O'Brien Flops! 』(オブライアン大失敗)のタイトルで自虐記事を寄稿した。批評家達はオブライアンを責め、『ワシントン・ポスト』紙のトム・シェイルズは「忘却」の意の「oblivion」にかけて「本名はコナン・オブリヴィオンではないか」と語った。主な批評家はオブライアンはカメラに慣れておらず緊張しており、「賢さを鼻にかけ、都会ぶり、上品ぶり、若すぎ、成功するには色々と過ぎるところがある」とする向きもあった。この番組は常に打ち切りの恐れがあり、1994年にはNBCはオブライアンと週ごとの契約をしていた。NBCの重役達は『レイト・ナイト』の後番組である深夜1:30からの『レイター』の司会者であるグレッグ・キニアをオブライアンの後任にすべきかどうか考えていた。支局から司会者交代について聞かれるようになり、観客席の空席をNBCのインターンが埋めなくてはならなかった。再放送後のある放送で共演者のアンディ・リクターがオブライアンの休暇中「もし自分が失業したらどうしようか」と語ったことから、NBCが打ち切りを検討しているのではないかと噂になった。
状況は徐々に好転していった。オブライアンとリクターの掛け合いが評判となり、また『If They Mated 』『Desk Drive 』、『In the Year 2000 』などのコーナーも人気が出てきた。オブライアンの机の後ろにテレビ・スクリーンがあり、時事ネタの画像を映していた。ここに登場する田舎風の喋りをするビル・クリントンなどのキャラクターの声を共同脚本家のスミゲルが担当した。ターニングポイントは1994年2月のレターマンのゲスト出演であった。「やる気が高まった」とオブライアンは語った。「私はこう思う。もし自分が賢く面白いという、12時半からの番組を製作したことのある誰かが参加するならやりましょう」。1995年1月、スミゲルが過労により第一脚本家を降板し、番組は一時的に揺らいだ。番組、特にオブライアンのコメディの質は徐々に上がった。1年以内に下劣と奇抜に上品さを兼ね備えたコントを始めた。Masturbating Bearなどがレギュラーで登場しており、オブライアンがヴィンテージベースボールに訪れるコントが有名になった。このコントはオブライアンにとってもお気に入りの1つで、後に「私が地球を離れる時、つまり葬式ではこれを流してくれ。なぜなら私の全てがここに詰まっているから」と語った。
観客の多くは購買層である若い男性で、番組の人気は堅実になり、高視聴率を獲得して番組は15シーズン続いた。インターネット創成期、ファン達が各エピソードの詳細なデータを蓄積した非公式サイトを開設した。テレビ評論家のトム・シェイルズでさえも「テレビ史上最も目覚しい変化を遂げた番組の1つ」と語った。1996年よりオブライアンと『レイト・ナイト』の脚本家チームはプライムタイム・エミー賞脚本家賞コメディまたはバラエティ部門にノミネートされるようになり、唯一2007年のみ受賞した。1997年、2000年、2002年、2003年、2004年、全米脚本家組合賞脚本家賞コメディまたはバラエティ部門を受賞した。2001年、オブライアンは自身のテレビ・プロダクション会社Conaco を組織し、『レイト・ナイト』のプロダクション・クレジットをシェアするようになった。
2005年10月、11年間常に平均視聴者数が250万人となった。2006年、フィンランドの女性大統領タルヤ・ハロネンに似ていることをネタにしたところ、番組の人気は頂点に達した。オブライアンは「ヘルシンキで5日間撮影し、2人が面会した時、国宝級の大事なもののようにお互い抱擁しあった」と語った。
2009年2月20日、最終回を迎えた。過去の放送を振り返り、元共演者のアンディ・リクターがサプライズで登場した他、ウィル・フェレル、ジョン・メイヤー、ザ・ホワイト・ストライプスも出演した。最後にオブライアンは斧でセットを壊し、破片を観客に持ち帰らせ、ローン・マイケルズ、デイヴィッド・レターマン、ジェイ・レノ、妻と子など関係者へのお礼を語った。

#### コルベア、オブライアン、スチュワートの不仲ネタ
2008年の全米脚本家組合ストライキの間、オブライアンは『ザ・デイリー・ショー』のジョン・スチュワート、『コルベア・レポー』のスティーヴン・コルベアと共にコメディ・セントラルに出演し、3人のうち誰が大統領選挙共和党の予備選候補者マイク・ハッカビーを支援するか議論し、不仲ネタを披露した。ストライキ中、3人それぞれの番組でこの模様が放送された。

### 『ザ・トゥナイト・ショー』 (2009年-2010年)
2004年、オブライアンはNBCと新たな契約について交渉をしていた。その1つは2009年にジェイ・レノに代わって『ザ・トゥナイト・ショー』の司会に就任するということであった。オブライアンは『ザ・トゥナイト・ショー・ウィズ・ジェイ・レノ』の最終回にゲスト出演した。2009年6月1日、『ザ・トゥナイト・ショー・ウィズ・コナン・オブライエン』が開始され、ウィル・フェレルが最初の対談ゲスト、パール・ジャムが最初の音楽ゲストとなった。
2009年9月25日金曜日の収録中、コメディのコーナーの1つでゲストのテリー・ハッチャーと走っている時に滑り、頭を打って軽い脳震盪を起こした。病院で検査を受け、同日退院した。同日夜にこの模様が放送され、翌週月曜日の放送ではこのことをネタにした。

#### 『ザ・トゥナイト・ショー』からの降板
2010年1月7日木曜日、NBCの重役ジェフ・ザッカーはレノおよびオブライアンと会い、『ザ・ジェイ・レノ・ショー』の視聴率低迷による降板、および『ザ・ジェイ・レノ・ショー』開始以前からの『ザ・トゥナイト・ショー・ウィズ・コナン・オブライアン』の視聴率低迷による『ザ・トゥナイト・ショー』へのレノの復帰について会談した。この会談で、『ザ・ジェイ・レノ・ショー』が30分番組になり23:35からに移動、オブライアンは『ザ・トゥナイト・ショー』へ残り24:05からに移動することになった。1月10日、NBCユニバーサルの会長ジェフ・ガスピンは2010年2月10日、バンクーバーオリンピックの開幕に合わせ『ザ・ジェイ・レノ・ショー』を一旦終了し、オリンピック放送後23:05からの放送に変更することを決定した。『ニューヨーク・ポスト』紙によるとオブライアンはこのNBCの決定を快く思っていなかった。
2010年1月12日、オブライアンは声明を発表した。「私は『ザ・トゥナイト・ショー』が日付が変わってから放送されることはテレビ史上大きな出来事の1つであり、他のコメディ番組に大きな影響があると本当に思う。24:05の『ザ・トゥナイト・ショー』はまさに『ザ・トゥナイト・ショー(今夜の番組)』ではなくなってしまう」。1月21日、翌日『ザ・トゥナイト・ショー』を降板することでNBCと合意に達した。NBCからオブライアンへ4,500万ドルの違約金、うち1,200万ドルは『ザ・レイト・ナイト』終了後ニューヨークからロサンゼルスへオブライアンと共に転居したスタッフ達への違約金を受け取った。
2010年1月22日、『ザ・トゥナイト・ショー・ウィズ・コナン・オブライエン』最終回にはトム・ハンクス、スティーヴ・カレル(トークから離れてオブライアンのIDバッジをシュレッダーにかけた)、ニール・ヤング(『Long May You Run 』を演奏)、ウィル・フェレルがゲスト出演した。フェレルの登場時、『サタデー・ナイト・ライヴ』でのカウベルのネタと共にオブライアンはバンドと共にギターを演奏し、フェレルが『フリー・バード』を歌った。フェレルの妻ヴィヴィカ・ポーリン、ベン・ハーパー、ベック、ZZトップのギタリストであるビリー・ギブソンズなどが最後のバンド演奏に参加した。
バンクーバーオリンピック終了後、レノは『ザ・トゥナイト・ショー』に復帰した。オブライアンは4,500万ドルの違約金を受け取り、2010年9月までの他番組への出演を見合わせる契約に合意した。次の出演先はフォックス放送からコメディ・セントラルまで幅広く噂された。

### 『ザ・トゥナイト・ショー』からの降板後
2010年2月8日、オブライアンがニューヨーク市マンハッタンセントラルパーク・ウェストにあるペントハウスを3,500万ドルで売却しようとしていると報じられた。2007年に1,000万ドルで購入したものである。2年前、オブライアンはロサンゼルスのブレントウッドに1,050万ドル以上の邸宅を購入していた。業界関係者はオブライアンは深夜番組に復帰しやすいように、またこれ以上彼の子供達を引っ越させたくないため西海岸での居住を希望しているのではないかと推測した。
2010年2月24日、オブライアンはTwitterを開始してメディアの注目を集めた。、『ザ・トゥナイト・ショー』降板から1ヶ月が経過しており、彼の最初のツイートはジョークだったが降板後初の公式声明となった。約1時間後、オブライアンのフォロワーは3万人を越え、さらに約30分後には5万人を越えそうになり、この時点ですでにジェイ・レノのフォロワー数より2万人多くなった。24時間後、オブライアンのフォロワー数は30万人を越えた。2010年5月下旬、フォロワー数は100万人を越え、2014年2月には1千万人を越えた。
2010年、オブライアンは『タイム』誌による世界で最も影響力のある100人のリストである『タイム100』に選出された。5月までいかなるテレビ番組も出演が禁止されていたため、これが切れた2010年5月2日、CBSのニュースマガジン『60 Minutes』に出演し、『ザ・トゥナイト・ショー』の降板騒動について語った.。スティーヴ・クロフトによるインタビューでオブライアンはこの状況について「突然、暴力的に、急速に離婚された気分だ。そしてただ私は何が起こったのかを理解しようと努めることしかできなかった」と語った。またオブライアンはジェイ・レノのポジションにたとえおさまることができなかったとしてもNBCは「確実に」他のチャンスをくれるものと思っていたと語った。しかしオブライアンはひどい目に遭わされたとは思っていないと語った。「誰が見ても私にとって残酷な仕打ちで、彼らが全てを奪っても私は大丈夫。私はよくやった」と語った。「私は人々がまだ私をばかげたふざけたコメディアンだと思っていてほしい。そして私は何も後悔していない」。

#### The Legally Prohibited from Being Funny on Television Tour
2010年3月11日、オブライアンはツイッターを通じて、2010年4月12日より30都市を巡るライヴ・ツアー『The Legally Prohibited from Being Funny on Television Tour 』を開催することを発表した。アンディ・リクターおよび、『ザ・トゥナイト・ショー』でのハウス・バンドが共演した。しかしバンドリーダーのマックス・ワインバーグはニューヨーク公演でのゲスト出演の1回以外参加できなかった。オブライアンと直接会えるVIPチケットは695ドルであった。同日、公式サイト『teamcoco.com』が開設された。
2010年4月12日、オブライアンはオレゴン州ユージーンにてテレビ・カメラなしの2,500名の観客を前に、2ヶ月に亘るツアーが開幕した。ロサンゼルスやニューヨークなど大都市に行く前にアメリカ合衆国北西部およびカナダを巡った。6月14日、ジョージア州アトランタの公演で閉幕した。チケット最低価格は40ドルで、このツアー公演は事実上完売であった。

### 『Conan』 (2010年-)
2010年4月12日、オレゴン州ユージーンでのツアー公演開幕1時間前、ケーブル局TBSで新番組の司会を務めることを発表した。2010年11月8日、番組が開始し、月曜から木曜の西部標準時23時/中部標準時22時の放送となった。これによりジョージ・ロペスの『Lopez Tonight 』は1時間遅れて西部標準時24時、中部標準時23時からの放送となることが発表された。。オブライアンはNBCで自身に起きたことをロペスにも起こさせることとなるため当初これを断っていたが、ロペスがオブライアンにTBSに来るよう説得したためオブライアンは了承した。カナダではCTVテレビジョンネットワークが、トルコではCNBC-eが放送することになっている。
TBSの姉妹局TNT、HBO、FOX、FX、コメディ・セントラル、ショウタイム、Revision3 、そしてNBCユニバーサルが所有するUSAネットワークでさえもオブライアン獲得を狙っていたと伝えられている。
2010年9月1日、オブライアンはツイッターと公式YouTubeページを通じてTBSでの新番組のタイトルはシンプルに『Conan 』となることを発表した。TBSは放送期間を2018年まで延長した。
2018年9月、同番組内の企画として、日本のアニメ「名探偵コナン」の主人公江戸川コナンと同名であることから、番組企画で同作作者の青山剛昌氏の出身地である鳥取県の北栄町に来日した。番組内では、同名であることから日本での人気を横取りされたとして当時の松本昭夫町長に「3兆円」の賠償請求を訴えた。もちろん本物の訴訟ではなく、松本町長もジョークとしてその挑発に応戦し、コナン自身が来日した際には町民を含めて町長も彼を温かく迎え入れた。
2020年11月、TBSの親会社であるワーナーメディアは『Conan 』を2021年6月で終了させ、同社が運営している定額制動画配信サービスのHBO Maxにて新しいバラエティ番組を開始させることを発表した。オブライアンは1993年の時点で既にジョニー・カーソンから配信サービスに取り掛かるようアドバイスされたエピソードを明かした上で「（番組を）HBO Maxで続けてゆけることにワクワクしてますし、無料サブスクリプションを楽しみにしています」とのコメントを発表した。

### 放送作家/プロデューサー (2002年–)
2004年、オブライアンはフランス語圏へ偏見を持つケベック・バッシングでカナダ人に向けて謝罪をした。2006年3月7日、NBCはオブライアンの元共演者であるアンディ・リクター主演の新番組のアドベンチャー・コメディ『Andy Barker, P.I. 』を発表した。オブライアンはこの番組のパイロット版のエグゼクティヴ・プロデューサーおよび共同作家となった。『エンターテインメント・ウィークリー』誌で2007年の番組トップ10にランクインしたにもかかわらず、6エピソード放送後に視聴率低迷により番組は打ち切りになった。USAネットワークはオブライアンのプロダクションによる、キャスト未定の90分間の医療ドラマ『Operating Instructions 』を製作している。オブライアンはコナコのレーベルの作品全てのエグゼクティヴ・プロデューサーを務める予定である。『Just Shoot Me! 』のジャド・パイロット、ジョン・ピーズリーもエグゼクティヴ・プロデューサーとなる予定である。2010年1月、NBCはコナコに1時間の法廷コメディ・ドラマ『Outlaw 』と30分間のコメディの2本のパイロット版をオーダーした。2010年9月15日、『Outlaw 』が放送開始となり、8エピソードを製作した。

### 『Conan O'Brien Needs a Friend』（2018年-）
2018年11月、コメディポッドキャストを配信するEarwolfとのタイアップの下、毎週配信のポッドキャスト番組『Conan O'Brien Needs a Friend』を開始することが発表された。番組のコンセプトはテレビ司会業に携わって25年、ゲストと本当の友情を築いたことがなかったことに気が付いたオブライエンが有名人との友情を築こうとする、というものである。第1回は俳優・コメディアンのウィル・フェレルをゲストに迎えた。
2019年10月には第２シーズンの配信を開始した。

### 声優業およびゲスト出演
かつて脚本家を務めた『シンプソンズ』に出演したのが深夜番組に出演するようになって以降初めてのゲスト出演となった。シーズン5のエピソード『Bart Gets Famous 』で、キャッチフレーズ・コメディアンとして人気上昇中のバート・シンプソンにインタビューする本人役で出演した。このエピソードはオブライアンがデイヴィッド・レターマンの後任のオーディションを受けた後、採用が決まる前に製作されたものである。オブライアンは自身の番組の放送が開始されてから収録をしたが、オブライアンはこのエピソードが放送される前に自身の番組が打ち切りになると思っていた。2006年、エミー賞授賞式のオープニングの『サウスパーク』のシーンで声を担当した。2005年、サラ・ヴァウエル著『Assassination Vacation 』のオーディオブックでロバート・トッド・リンカーンの声を担当した。
オブライアンはアダルトスイムの『Robot Chicken 』シリーズのスペシャル『Robot Chicken: Star Wars 』、『Robot Chicken: Star Wars Episode II 』などで賞金稼ぎザッカス役の声を担当した。ドラマ『30 ROCK/サーティー・ロック』では主役リズ・レモン(ティナ・フェイ)と同じビルで働く元彼役を演じた。『"Tracy Does Conan" 』のエピソードでは本人役で出演し、レモンは居心地が悪く、テレビ局の重役ジャック・ドナギー(アレック・ボールドウィン)はトレイシー・ジョーダン(トレイシー・モーガン)が出来が悪いにもかかわらず『レイト・ナイト』に強引に出演させようとする。
オブライアンは『フューチュラマ』シーズン2のエピソード『Xmas Story 』に出演した。本人の摘出された脳の役で、3千年生きている設定である。ロボットのベンダーから妨害されつつスキー場でスタンダップ・コメディを行なう。
オブライアンは『The Office 』のエピソード『"Valentine's Day" 』にカメオ出演した。マイケル・スコット(スティーヴ・カレル)が『サタデー・ナイト・ライヴ』のメンバーであるティナ・フェイがいると気付いたが、それは別人であった。スコットがティナ・フェイに似た女性と話している時にオブライアンが通行人として通り過ぎ、カメラ・クルーからそれを教えられる。
2010年1月、1990年代初頭に脚本家を務めたことを評価され、『The Simpsons 20th Anniversary Special – In 3-D! On Ice! 』に登場した。
『Conan 』の中でDCコミックスのベテラン・アニメイターのブルース・ティムと共にスーパーヒーローを製作した。典型的な筋肉質の体と胸にマークのついた、オブライアンに似たこのスーパーヒーローは「The Flaming C 」と名付けられたが、オブライアンの独断で鍋つかみ、ハイアライのグローヴ、マリファナの葉のバックル、ゴルフ・シューズ、ガーターベルト、網タイツを着用した。後に『ヤング・ジャスティス』にこのキャラクターが登場した。
2011年からオブライアンはTBSの姉妹局TNTのスペシャル番組『Christmas in Washington 』の司会を務め、著名人の演奏の他、オバマ大統領一家も出演する。
2011年後期、ネット番組『Web Therapy 』でリサ・クドローの相手役として本人役で3エピソード出演した。
ニコロデオンの『ザ・ペンギンズ from マダガスカル』のエピソード『Operation: Lunacorn Apocalypse 』でKuchikukan 役の声を担当している。
2013年、DC Universe Animated Original Movies の『Batman: The Dark Knight Returns (Part 2) 』内のトーク番組の司会者Dave Endochrine の司会者の声を担当した。
1995年と2013年の2回、オブライアンはワシントンD.C.で行なわれたWhite House Correspondents' Association の晩餐会の司会者を務めた。
2014年4月13日、ノキア・シアターで行なわれた『MTVムービー・アワード』の司会者を務めた。
2025年3月2日、ドルビー・シアターで開催予定の第97回アカデミー賞授賞式の司会者を務めることが2024年11月15日に映画芸術科学アカデミーから発表された。

2026年3月15日に開催が予定されている第98回アカデミー賞授賞式の司会を2年連続で務めることが2025年3月17日に映画芸術科学アカデミーから発表された。

### コマーシャル
マーケティング・エヴォリューションズによると、アメリカの消費者の74%がオブライアンに好感を持っている。しかし好感度の高さに関わらず、オブライアンは2009年に第43回スーパーボウルのバド・ライト、同年『Conan 』で初公開されたアメリカン・エキスプレス以外、コマーシャルにほとんど出演していない。オブライアンはこのスーパーボウルのコマーシャルでの収益金をニューヨーク中心地の子供達をアメリカの郊外へ旅行させるチャリティ団体フレッシュ・エア・ファンドに寄付した。『ウォール・ストリート・ジャーナル』紙によると、このアメリカン・エキスプレスのコマーシャルの撮影がインドのジャイプルで3日間行なわれ、オブライアンは100万ドル以上の出演料を得た。
オブライアンはコマーシャル出演本数は少ないが、自身の番組で商品を紹介することもある。しかし「もし面白くできないのであれば、やらない方がいい」と語っている。

### コメディおよびパターン
『レイト・ナイト』ではアクティヴで即興的な司会方法で知られ、「不恰好な自虐的ユーモア」とみなされている。

### ニックネーム
『トゥナイト・ショー』第2回目で放送された、『Twitter Tracker 』のコーナー初回でオブライアンは「ココ」というニックネームが付けられた。これに続いたインタビューのコーナーでは、ゲストのトム・ハンクスはこのニックネームでオブライアンを呼び、観客にも繰り返させた。このニックネームについてオブライアンはハンクスにふざけて「もしこれが流行ったら、君を訴える」と語った。
2011年3月23日、『Conan 』でのWWEチャンピオンのザ・ミズのインタビューで、ザ・ミズはオブライアンに赤い髪および深夜番組に再度果敢に挑戦したことから「ザ・ギンジャ・ニンジャ」と名付けた。1週間後、TeamCoco.comで「ザ・ギンジャ・ニンジャ」のTシャツが発売開始された。

### 来日
自身の番組『Conan』の中で、日本の漫画『名探偵コナン』の主人公の名前がオブライアンと同名であることを紹介。さらにはジョークとして「同漫画はオブライアンのおかげで人気を得られたのだ」と主張し、2018年9月に原作者青山剛昌の出身地でもある鳥取県北栄町を訪れた。同町ではオブライアンを友好的に迎え入れ、町長とも面会。一日町長に任命され、オブライアンは由良駅前で町民に1000個のハンバーガーを振舞った。5日間の滞在では、東京も訪れており、原宿で現地ファッションに身を包み、竹下通りを散策した。

### 2025年以降
2025年3月、第97回アカデミー賞のホストを担当する。

## 私生活
2000年、オブライアンは『レイト・ナイト』での広告コーナーを担当した広告会社でシニア・コピーライターを務めていたエリザベス・アン・パウエルと出会った。約18ヶ月の交際の後、2002年、パウエルの故郷であるワシントン州シアトルで結婚した。2003年、長女Neve 、2005年、長男Beckett を授かった。オブライアンは自身の番組でアイルランド系カソリックの流れを汲んでいることをしばしば語っている。2009年、『アクターズ・スタジオ・インタビュー』で両親共1850年代にアイルランドからアメリカに移住してきた家系であり、それぞれがアイルランド系カソリックの人と結婚しており、自分は100%アイルランド系カソリックの家系であると語った。
自身は政治的には穏健派であると考えているが、1984年のアメリカ合衆国大統領選挙でウォルター・モンデールに投票してから民主党支持者である。オブライアンの長年の友人で大学時代のルームメイトであるFather Paul B. O' Brien (親戚ではない)とマサチューセッツ州ロウレンスを基盤とする飢餓救済施設Labels Are For Jars を創立し、食料センターCor Unum の開業を支援した。
2008年1月、2ヶ月におよぶ全米脚本家組合ストライキの後、髭を生やして自身の番組に出演した際、ゲストのトム・ブロコウは「南北戦争の徴兵拒否者のようだ」と語った。2010年1月22日、『トゥナイト・ショー』降板後、オブライアンはまた髭を生やし、2011年5月2日、『Conan 』の収録中にウィル・フェレルが電動カミソリで一部剃り、番組終了後プロが全て剃った。髭のあるオブライアンを描いたアート・コンテストを含み、この模様は『Beardocalypse 』として収録された。
2009年、オブライアンはニューヨークから転居し、ユニバーサル・スタジオ・ハリウッドで収録される『トゥナイト・ショー』の司会のためカリフォルニア州ロサンゼルスのブレンドウッドに1,050万ドルの豪邸を購入した。ニューヨークからカリフォルニアに1992年式フォード・トーラスSHOを持参し、『トゥナイト・ショー』、『Conan 』双方の放送初日に登場した。
2011年10月21日、オブライアンは宇宙生活教会の牧師に任命され、同性婚が認められているニューヨークで同性婚を執り行ない、収録した。2011年11月3日、オブライアンのスタッフとそのパートナーのこの結婚式はビーコン・シアターで行なわれ、『Conan 』で放送された。

### ストーカー被害
2006年9月、再三の中止警告にもかかわらずArchdiocese of Boston のFather David Ajemian から「your priest stalker 」のサインのある手紙を送られ、オブライアンの両親にも連絡を取るなどのストーカー被害に遭ったと報じられた。『レイト・ナイト』でこれを否定したが、Ajemian がオブライアンにニューヨークへ行き「私のことを知ることとなるだろう」という手紙を送った。他の手紙で「最も危険なファンへの対処はこれか?君は私に大きな借りがある」と綴った。さらにAjemian は「フランク・コステロは君のビルで銃弾を1度避けたが、君にはできるかな」と書いた。その後Ajemian は『レイト・ナイト』の収録現場に押し入ろうとしたが逮捕された。それ以前にもNBCのセキュリティ・チームからスタジオから離れるよう警告されていた。精神鑑定の後、彼は裁判を受けることができる精神状態であると判定された。その後彼は釈放された。2007年11月10日、彼の父親から捜索願が出され、発見後病院に送られた。2人は同時期にハーバード大学に通学していた。2008年4月4日、裁判を受けることができると判定された。4月8日、Ajemian はストーカーで有罪となった。裁判費用95ドルの支払い、2年間のオブライアンへの接近禁止命令が出された。9月11日、Ajemian は枢機卿Seán Patrick O'Malley の要望に反し、勝手に退院した。O'Malley 枢機卿は、Ajemian は要望に反したためもうカソリック教会で司祭を務めることはできない、と発表した。2010年後期、Ajemian は接近禁止命令に反し、テレビ司会者のAnthony Everett に嫌がらせをしたため逮捕された。

## フィルモグラフィ

### 映画
| 年   | 題名 | 役名                   | 備考             |
| ---- | --- | ---------------------- | ---------------- |
| 1996 | Favorite Deadly Sins                                                                                             | 本人                   | テレビ映画       |
| 1998 | Tomorrow Night                                                                                                   | 本人                   |                  |
| 2001 | Pootie Tang | 本人                   | クレジット無し   |
| 2001 | バニラ・スカイ Vanilla Sky                                                                                       | 本人                   |                  |
| 2001 | Storytelling | 本人                   | カメオ出演       |
| 2003 | End of the Century: The Story of the Ramones                                                                     | 本人                   | ドキュメンタリー |
| 2005 | 奥さまは魔女 Bewitched                                                                                           | 本人                   |                  |
| 2006 | クイア・ダック ザ・ムービー Queer Duck: The Movie                                                                | 本人                   | 声の出演         |
| 2006 | Pittsburgh | 本人                   |                  |
| 2008 | ザッツ★マジックアワー ダメ男ハワードのステキな人生 The Great Buck Howard                                         | 本人                   |                  |
| 2011 | Conan O'Brien Can't Stop                                                                                         | 本人                   | ドキュメンタリー |
| 2013 | バットマン:ダークナイト・リターンズ Batman: The Dark Knight Returns Part 2                                       | デビッド・エンドクリン | 声の出演         |
| 2013 | グランド・イリュージョン Now You See Me                                                                          | 本人                   |                  |
| 2013 | Clear History | 本人                   | テレビ映画       |
| 2013 | LIFE! The Secret Life of Walter Mitty                                                                            | 本人                   |                  |
| 2015 | シャークトパスVSプテラクーダ Sharktopus vs. Pteracuda                                                            | 本人                   |                  |
| 2022 | プロフェッショナル: 奇跡の本と二人のカリスマ Turn Every Page - The Adventures of Robert Caro and Robert Gottlieb | 本人                   | ドキュメンタリー |
| 2026 | トイ・ストーリー5 Toy Story 5                                                                                    | スマーティーパンツ     | 声の出演         |

### テレビ
| 年        | 題名                                                                                     | 役名                            | 備考                                                  |
| --------- | ---------------------------------------------------------------------------------------- | ------------------------------- | ----------------------------------------------------- |
| 1988–1991 | サタデー・ナイト・ライブ Saturday Night Live                                             | 様々                            | 21エピソード                                          |
| 1993–2009 | レイト・ナイト・ウィズ・コナン・オブライエン Late Night with Conan O'Brien               | 本人 (司会)                     | 2,277エピソード。兼製作総指揮・脚本。                 |
| 1994      | ザ・シンプソンズ The Simpsons                                                            | 本人 (声)                       | エピソード: "Bart Gets Famous"                        |
| 1995      | Mr. Show with Bob and David                                                              | 本人                            | エピソード: "The Cry of a Hungry Baby"                |
| 1996      | The Single Guy                                                                           | Cameron Duncan                  | エピソード: "Rival"                                   |
| 1996      | Arli$$                                                                                   | 本人                            | エピソード: "Colors of the Rainbow"                   |
| 1998      | ヴェロニカ's クローゼット Veronica's Closet                                              | 本人                            | エピソード: "Veronica's Night Alone"                  |
| 1998      | スピン・シティ Spin City                                                                 | 本人                            | エピソード: "Dead Dog Talking"                        |
| 1999      | Space Ghost Coast to Coast                                                               | 本人                            | エピソード: "Fire Ant"                                |
| 1999      | フューチュラマ Futurama                                                                  | 本人 (声)                       | エピソード: "Xmas Story"                              |
| 1997–2002 | Dr. Katz, Professional Therapist                                                         | 本人 (声)                       | 2エピソード                                           |
| 2000–2011 | セサミストリート Sesame Street                                                           | 本人                            | 3 episodes                                            |
| 2001      | サタデー・ナイト・ライブ Saturday Night Live                                             | 本人 (司会)                     | エピソード: "Conan O'Brien/Don Henley"                |
| 2002      | オズボーンズ The Osbournes                                                               | 本人                            | エピソード: "The Osbournes"                           |
| 2002      | NBC 75th Anniversary Special                                                             | 本人                            | 特別番組                                              |
| 2002      | 第54回プライムタイム・エミー賞 54th Primetime Emmy Awards                                | 本人 (司会)                     | 特別番組                                              |
| 2003      | Comedy Central Roast of Denis Leary                                                      | 本人                            | 特別番組                                              |
| 2003      | 第55回プライムタイム・エミー賞 55th Primetime Emmy Awards                                | 本人 (司会)                     | 特別番組                                              |
| 2003      | Andy Richter Controls the Universe                                                       | Freddy Pickering                | エピソード: "Crazy in Rio"                            |
| 2004      | Sing×3♪ぼくら、バックヤーディガンズ! The Backyardigans                                   | Santa Claus (声)                | エピソード: "The Action Elves Save Christmas Eve"     |
| 2005–2008 | Robot Chicken                                                                            | Various voices                  | 2エピソード                                           |
| 2006      | O'Grady                                                                                  | Chip (声)                       | エピソード: "Frenched"                                |
| 2006      | The Office                                                                               | 本人                            | エピソード: "Valentine's Day"                         |
| 2006      | 第58回プライムタイム・エミー賞 58th Primetime Emmy Awards                                | 本人 (司会)                     | 特別番組                                              |
| 2006–2013 | 30 ROCK/サーティー・ロック 30 Rock                                                       | 本人                            | 2エピソード                                           |
| 2007      | Robot Chicken: Star Wars                                                                 | Zuckuss, Ponda Baba's Boss (声) | 特別番組                                              |
| 2008      | Robot Chicken: Star Wars Episode II                                                      | Zuckuss (声)                    | 特別番組                                              |
| 2009–2010 | ザ・トゥナイト・ショー・ウィズ・コナン・オブライエン The Tonight Show with Conan O'Brien | 本人 (司会)                     | 145エピソード。兼製作総指揮・脚本                     |
| 2010–現在 | Conan                                                                                    | 本人 (司会)                     | 兼製作・製作総指揮・脚本                              |
| 2011      | Web Therapy                                                                              | 本人                            | 3エピソード                                           |
| 2012      | Eagleheart                                                                               | 本人                            | エピソード: "Honor Thy Marshal"                       |
| 2012      | ママと恋に落ちるまで How I Met Your Mother                                               | Bar Patron                      | エピソード: "No Pressure"                             |
| 2013      | アレステッド・ディベロプメント Arrested Development                                      | 本人                            | エピソード: "The B. Team"                             |
| 2013      | Deon Cole's Black Box                                                                    | 本人                            | エピソード: "Deon Tries to Reach Out to White People" |
| 2013      | ナッシュビル Nashville                                                                   | 本人                            | エピソード: "Never No More"                           |
| 2013      | It's Always Sunny in Philadelphia                                                        | 本人 (声)                       | エピソード: "The Gang Broke Dee"                      |
| 2013      | Real Husbands of Hollywood                                                               | 本人                            | エピソード: "Rock, Paper, Stealers"                   |
| 2013      | アレステッド・ディベロプメント Arrested Development                                      | 本人                            | エピソード: "The B. Team"                             |
| 2013      | Brody Stevens: Enjoy It!                                                                 | 本人                            | エピソード: "Conan!"                                  |
| 2013      | ファミリー・ガイ Family Guy                                                              | 本人 (声)                       | エピソード: "Into Harmony's Way"                      |
| 2014      | MTVムービー・アワード 2014 MTV Movie Awards                                              | 本人 (司会)                     | 特別番組                                              |
| 2022      | マーダーヴィル 〜謎解きはアドリブで〜 Murderville                                        | 本人                            | Netflixオリジナルドラマ                               |
| 2025      | 第97回アカデミー賞 2025 Oscars                                                           | 本人（司会）                    | 特別番組                                              |

### ビデオ・ゲーム
| 年   | 題     | 声          |
| ---- | ------ | ----------- |
| 2012 | Halo 4 | Soldier # 1 |

### ミュージック・ビデオ
| 年   | 題                 | アーティスト               |
| ---- | ------------------ | -------------------------- |
| 2005 | "The Denial Twist" | ザ・ホワイト・ストライプス |

### 製作総指揮として
| 年        | 題名                          | 備考                          |
| --------- | ----------------------------- | ----------------------------- |
| 1991–1993 | ザ・シンプソンズ The Simpsons | 52エピソード                  |
| 2007      | Andy Barker, P.I.             | 6エピソード。クリエイター兼任 |
| 2011–2014 | Eagleheart                    | 25エピソード                  |
| 2013      | Deon Cole's Black Box         | 6エピソード                   |
| 2013–現在 | Super Fun Night               |                               |
| 2013–現在 | The Pete Holmes Show          |                               |

### 脚本家として
| 年        | 題名                                         | 備考                          |
| --------- | -------------------------------------------- | ----------------------------- |
| 1983–1987 | Not Necessarily the News                     | 13エピソード                  |
| 1987–1991 | サタデー・ナイト・ライヴ Saturday Night Live | 73エピソード                  |
| 1992–1993 | ザ・シンプソンズ The Simpsons                | 4エピソード                   |
| 2007      | Andy Barker, P.I.                            | 6エピソード。クリエイター兼任 |